# Az UNESCO Magyar Nemzeti Bizottsága
Az UNESCO Magyar Nemzeti Bizottsága az UNESCO Nemzeti Bizottságainak Alapszabálya szerint lett létrehozva és célja, hogy a világ többi nemzeti bizottságával, a kormányzati és nem kormányzati szervezetekkel, a civil társadalommal, oktatási intézményekkel együttműködve segítse az UNESCO munkáját az oktatás, a tudomány, a kultúra és a kommunikáció-informatika területén, és elősegítse a magyar tudománynak és kultúrának az UNESCO útján való népszerűsítését.

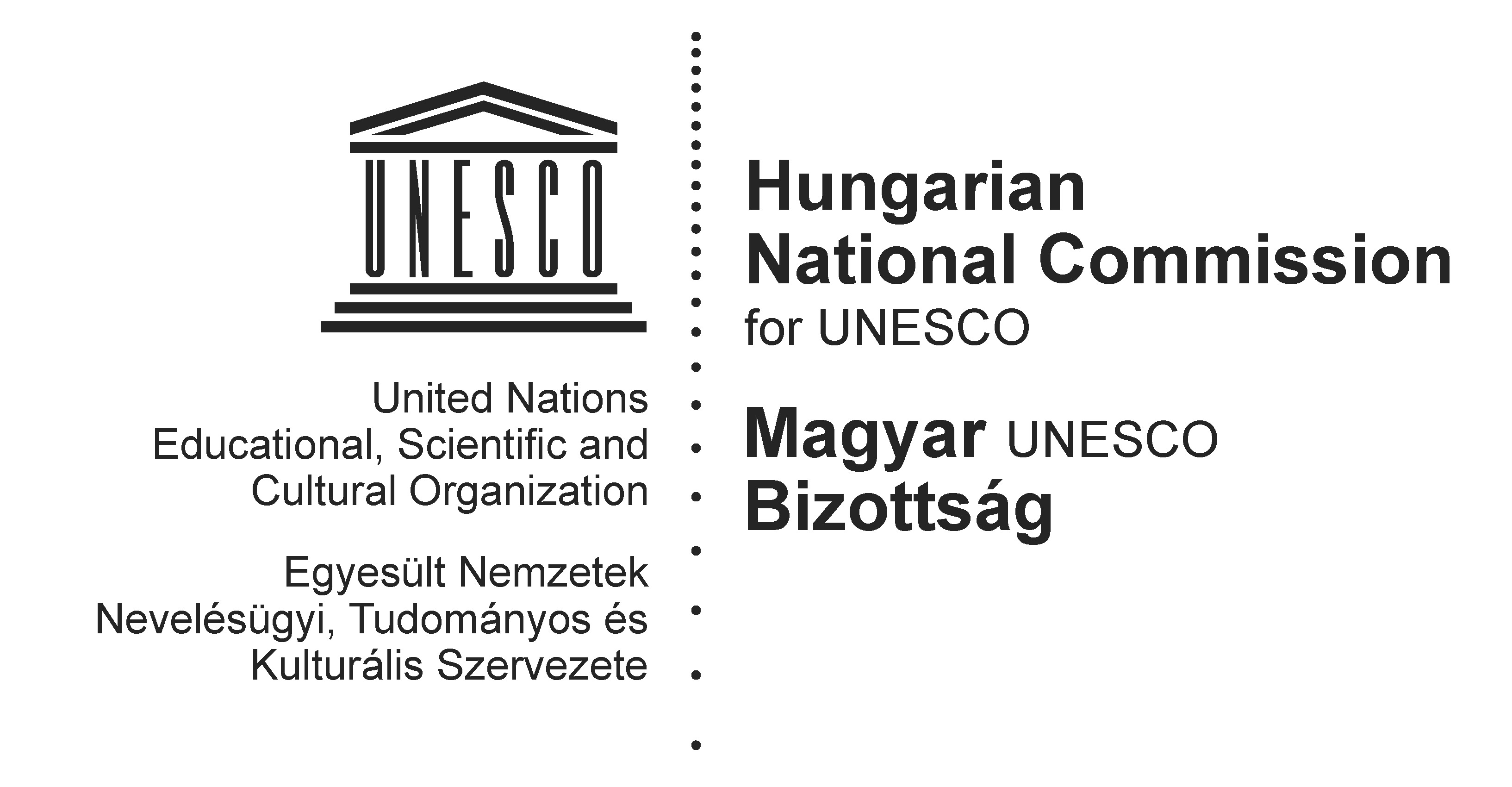
A Magyar UNESCO Bizottság logója

## Története
Magyarország 1946. december 23-án adta be csatlakozási kérelmét a szervezethez, majd 1948. szeptember 14-én vált tagjává annak ellenére, hogy az ENSZ-nek csak 1955-től lehetett tagja. Magyarország első UNESCO-képviselőjének Ujlaki Kálmánt tekinthetjük, aki a párizsi magyar nagykövetség kulturális tanácsosaként 1955-től 1959-ig töltötte be ezt a tisztséget. Ezt követően az első önálló UNESCO-képviselő Tamás Aladár volt. A magyar UNESCO-bizottság szervezése 1958-ban kezdődött el; a bizottság titkársága 1963-ban állt fel.
Az évek során Magyarország az UNESCO Magyar Nemzeti Bizottságának közreműködésével számos sikert ért el a szervezeten belül. Fontos pozíciók elnyerése mellett (Jóború Magda Általános Konferencia elnök, 1974–1976; Pataki Pál Végrehajtó Tanács elnök, 1997–1999; Bogyay Katalin Általános Konferencia elnök, 2011–2013) aktívan részt vett kormányközi és szakmai bizottságok munkájában is. Az UMNB mindig is prioritásként kezelte, hogy Magyarország ne csak kezdeményezője és szakmai támogatója legyen különböző UNESCO-programoknak, hanem azok felhasználójává is váljon. E mentén a kormányzat igyekszik a fontosabb egyezmények részes államává válni, beépíteni Magyarország jogrendjébe a szervezet ajánlásait és azonosulni a nyilatkozatok üzeneteivel: jelenleg Magyarország nyolc helyszínnel képviselteti magát a világörökségi listán, három tétellel az emberiség szellemi kulturális örökségének reprezentatív listáján, egy elemmel a jó gyakorlatok regiszterén, hét dokumentumörökséggel a világemlékezet listán, valamint ez idáig két geoparkot és hat bioszféra-rezervátumot jelöltek ki Magyarországon.

## Céljai
Az UNESCO Magyar Nemzeti Bizottságának (UMNB) célja, hogy a világ többi nemzeti bizottságával, a kormányzati és nem kormányzati szervezetekkel, civil társadalommal, oktatási intézményekkel együttműködve segítse az UNESCO munkáját az oktatás, a tudomány, a kultúra és a kommunikáció-információ területén, valamint elősegítse a magyar tudománynak és kultúrának a világszervezet csatornáin történő népszerűsítését. Ezenkívül a kormányzat felé tanácsadói feladatokat is ellát minden, a szervezettel kapcsolatos kérdésben. Az UNESCO és Magyarország partnerségének egyik fontos alapja az az együttműködési megállapodás, amelyet Irina Bokova UNESCO főigazgató 2011. novemberi magyarországi látogatása során dr. Réthelyi Miklós nemzeti erőforrás miniszterrel együtt írt alá.

## Felépítése
A 17/2012. (II. 16.) kormányrendelet alapján a korábban Magyar UNESCO Bizottság (MUB) néven ismert bizottság újjáalakult az UNESCO Magyar Nemzeti Bizottságává, amelynek a legfőbb szerve az évente legalább egy alkalommal összehívott közgyűlés. A bizottság működésével kapcsolatos szervezési és hivatali teendőket az Emberi Erőforrások Minisztériuma osztályaként működő UMNB Titkárság látja el, amelyet a bizottság főtitkára vezet. A bizottságot az elnök képviseli. Az UNESCO központja Magyarország OECD és UNESCO melletti Állandó Képviseletén, a felelős minisztériumokon és az UNESCO Magyar Nemzeti Bizottságán keresztül tartja a szakmai kapcsolatot hazánkkal. A bizottság hét tematikus szakbizottságban végzi a munkát: a Nevelésügyi, a Természettudományi, a Társadalomtudományi, a Kulturális, a Kommunikációs és Információs, a Szellemi Kulturális Örökség és a Világörökség Szakbizottságban.
A UMNB elnökei:
- Dr. Réthelyi Miklós 2012-től
- Hámori József (2002–2012)
- Enyedi György (1998–2002)
- Köpeczi Béla (1989–1998)

Az UMNB főtitkárai:
- Soós Gábor 2016-tól
- Géher Mariann (2014-2016)
- Csillag Katalin (2012–2014)
- Kovácsné Bíró Ágnes (2009–2012)
- Gresiczki Péter (1999–2009),
- Rózsa Mihály (1994–1999)
- Fasang Árpád (1991–1994)

2009-től 2014. decemberéig  Magyar Köztársaság Állandó UNESCO Képviseletének munkáját Bogyay Katalin nagykövet irányította.
2015-től Dr. Cséfalvay Zoltán, egy kormányzati döntés értelmében, együttesen látja el Magyarország OECD és UNESCO párizsi képviseletét.